# My Little Princess
Pour plus de détails, voir Fiche technique et Distribution.
My Little Princess est un film franco-roumain réalisé par Eva Ionesco, sorti le 29 juin 2011. Le film, pour lequel la réalisatrice avait obtenu en 2008 le soutien du CNC,
est d'abord présenté dans le cadre de la 50e semaine des critiques du Festival de Cannes 2011.
Eva Ionesco s'inspire de sa propre enfance et de sa relation avec sa mère, la photographe Irina Ionesco, qui avait pris des photos d'elle nue et érotisée alors qu'elle était enfant,.

## Synopsis
Violetta est une fillette de 10 ans qui vit avec sa grand-mère. Sa mère, Hanna, absente depuis quelque temps, refait surface du jour au lendemain. Elle est photographe et propose à sa fille de poser pour elle, dans la pièce qu'elle appelle son antre, décorée de noir et de dentelles. La grand-mère, pieuse immigrée roumaine, n'est pas au courant mais voit d'un mauvais œil le retour de la mère. En effet, tout commence comme un conte de fée : robes extravagantes, paillettes et décor somptueux, puis tourne au cauchemar, tendant vers le morbide et la perversion : la mère commence à aller trop loin avec Violetta en lui faisant prendre des poses suggestives et inappropriées pour son jeune âge. Les clichés se diffusent, se vendent, bouleversant la vie de petite fille de Violetta. La relation entre Hanna et Violetta est loin de l'image mère-fille-tendresse. La sulfureuse femme voue un culte extrême à son art et à sa photographie, métamorphosant sa fille, son modèle, en un objet de convoitise. Rumeurs, insultes, problèmes familiaux s'ensuivent. Quand Hanna se rendra-t-elle compte qu'il ne s'agit pas d'un jeu artistique mais d'événements graves risquant de faire basculer sa fille dans la déviance et de la traumatiser ? Souffrance, cruauté, perte d'innocence ; portrait d'une relation dangereuse.

## Fiche technique
- Titre : My Little Princess
- Réalisation : Eva Ionesco
- Scénario : Eva Ionesco - coauteurs Marc Cholodenko, Philippe Le Guay
- Direction artistique :
- Photographie : Jeanne Lapoirie
- Montage : Laurence Briaud
- Son : Olivier Mauvezin
- Production : Les Productions Bagheera
- Producteur délégué : François Marquis
- Société de production :
- Distribution :  France : Sophie Dulac Distribution
- Coproduction : Canal+ , France 2
- Pays d'origine :  France,  Roumanie
- Langue originale : français
- Format : couleur - Son :
- Genre : biographique
- Durée : 105 minutes
- Dates de sortie :
  - France : 11 mai 2011 (Festival de Cannes)
  - France : 29 juin 2011 (sortie nationale)

## Distribution
- Isabelle Huppert : Hanna Giurgiu

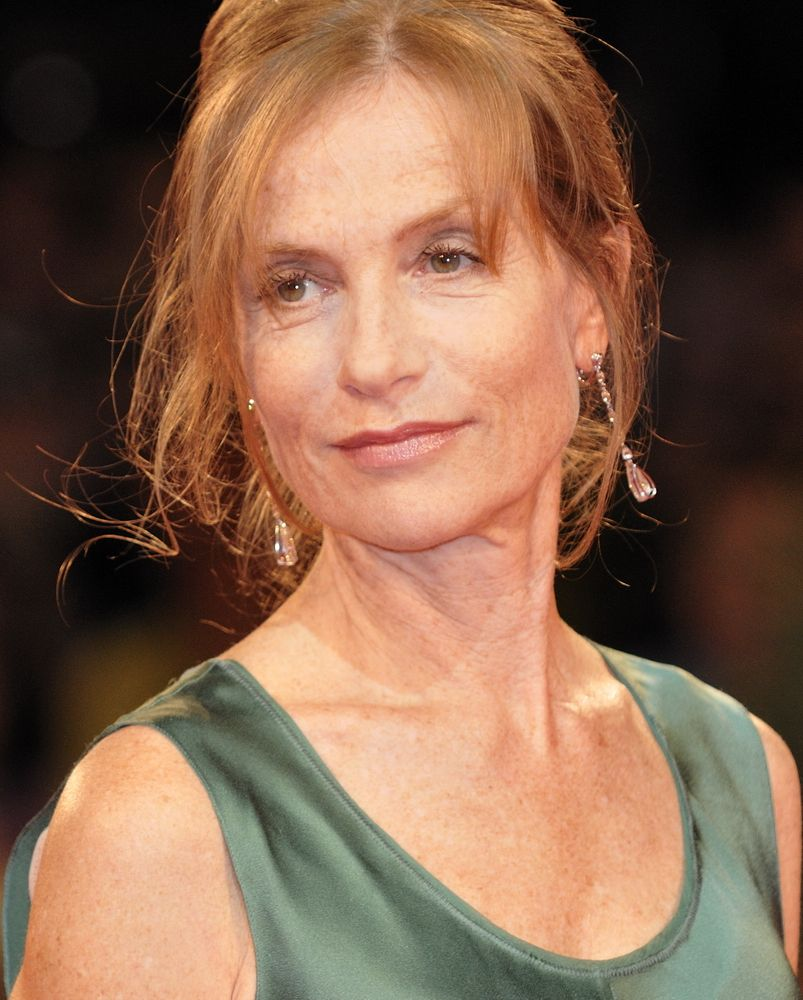
L'actrice principale Isabelle Huppert.

- Anamaria Vartolomei : Violetta Giurgiu
- Denis Lavant : Ernst
- Louis-Do de Lencquesaing : Antoine Dupuis
- Georgetta Leahu : Mamie
- Jethro Cave : Updike
- Pascal Bongard : Jean
- Anne Benoît : Mme Chenus, l'assistante sociale
- Johanna Degris-Agogue : Apolline
- Déborah Révy : Nadia
- Lou Lesage : Rose
- Nicolas Maury : Louis
- Pauline Jacquart : Fifi

## Distinctions
- 2012 : Nomination au César du meilleur premier film pour Eva Ionesco
- 2012 : Nomination au César des meilleurs costumes pour Catherine Baba
- 2011 : Prix du Meilleur Film, Festival de Bombay
- 2011 : Prix de la Meilleure Réalisation, Festival de Bombay
- 2011 : Isabelle Huppert et Annamaria Vartolomei, meilleures actrices, Festival de Bombay
- 2011 : Sélection Officielle Festival de Cannes, Semaine de la Critique.